# Château Palmer
Pour les articles homonymes, voir Palmer.
Le château Palmer est un domaine viticole situé à Cantenac en Gironde. En AOC margaux, il est classé troisième grand cru dans la classification officielle des vins de Bordeaux de 1855.

## Histoire
Au XVIIIe siècle, le château était déjà une propriété viticole reconnue pour ses vins, qui étaient dégustés à la cour de Versailles. Cette propriété appartenait à Madame de Gasq et se nommait alors « Domaine de Gasq ». Il sera revendu en 1814 au lieutenant-colonel britannique Charles Palmer (en), qui lui donnera son nom actuel.
En 1843, le major-général Palmer est contraint de revendre la propriété à la caisse hypothécaire et, dix ans plus tard, les frères Pereire font l'acquisition du domaine et y font construire un château en 1854. Cette demeure est l’œuvre de Charles Burguet, célèbre architecte ayant réalisé de nombreux bâtiments à Bordeaux.
À la suite de la Grande Guerre et de la crise des années 1930, les frères Pereire se séparent à leur tour du château. C'est en 1938 que quatre familles du négoce bordelais s'unissent pour reprendre la propriété : Fernand Ginestet, les frères Miailhe, les Mähler-Besse et les Sichel. En 1950, les familles Ginestet et Miailhe, vendent leurs parts aux familles Sichel et Mähler-Besse. Aujourd'hui, le conseil de surveillance est composé d'une kyrielle de cousins. Jean Bouteiller (1913-1962), époux d’Olga Mälher (1918-1999), gère le château jusqu’à sa mort. L’un de leurs six enfants, Bertrand Bouteiller, reprend brillamment la gestion.
En 2004, la gestion est confiée par les actionnaires de la société civile immobilière à Thomas Duroux. Celui-ci fait appel à la biodynamie depuis 2014, après des essais commencés en 2008, et est certifié depuis 2018.

Illustrations du château Palmer au XIXe siècle
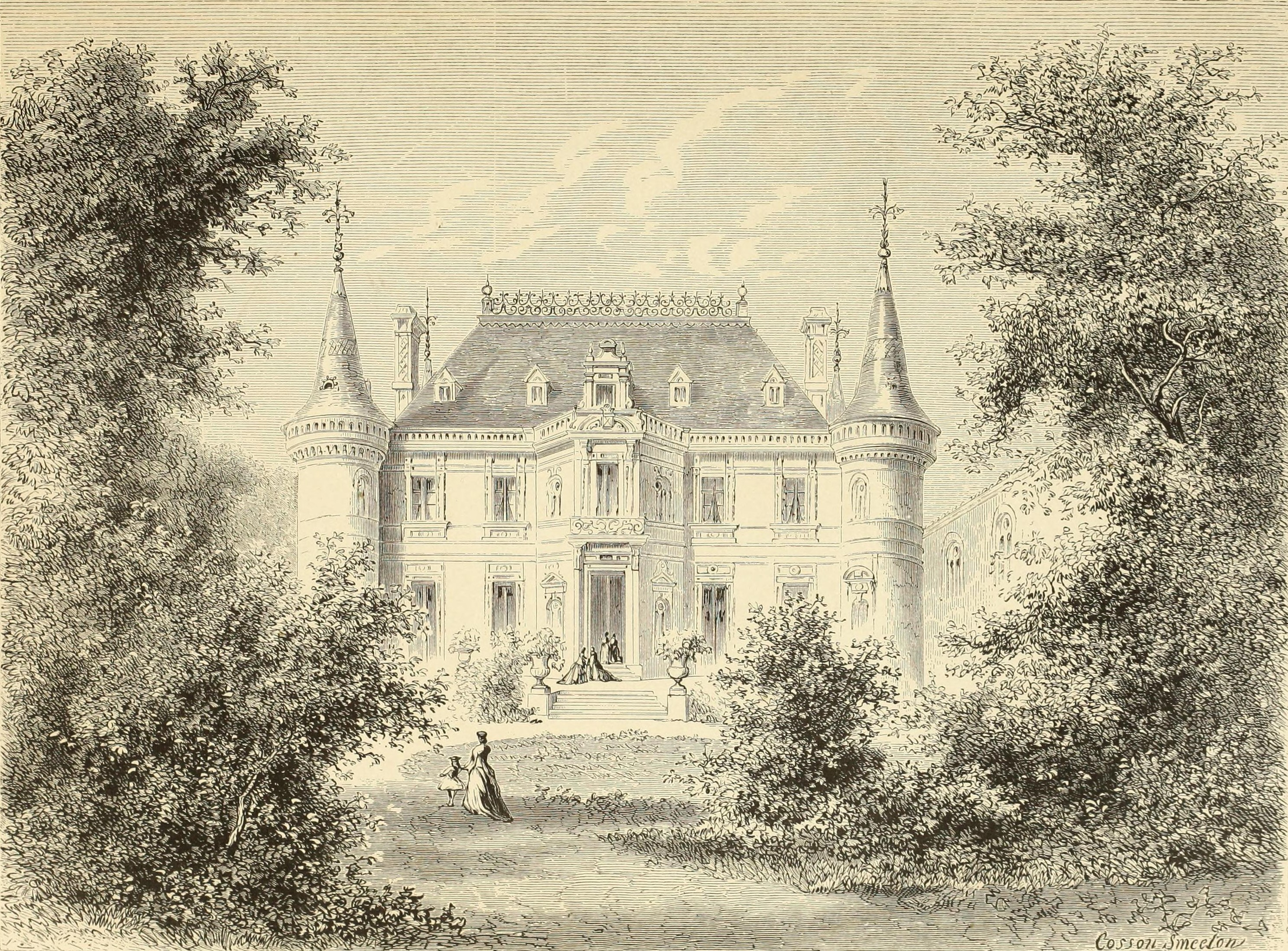
En 1838.
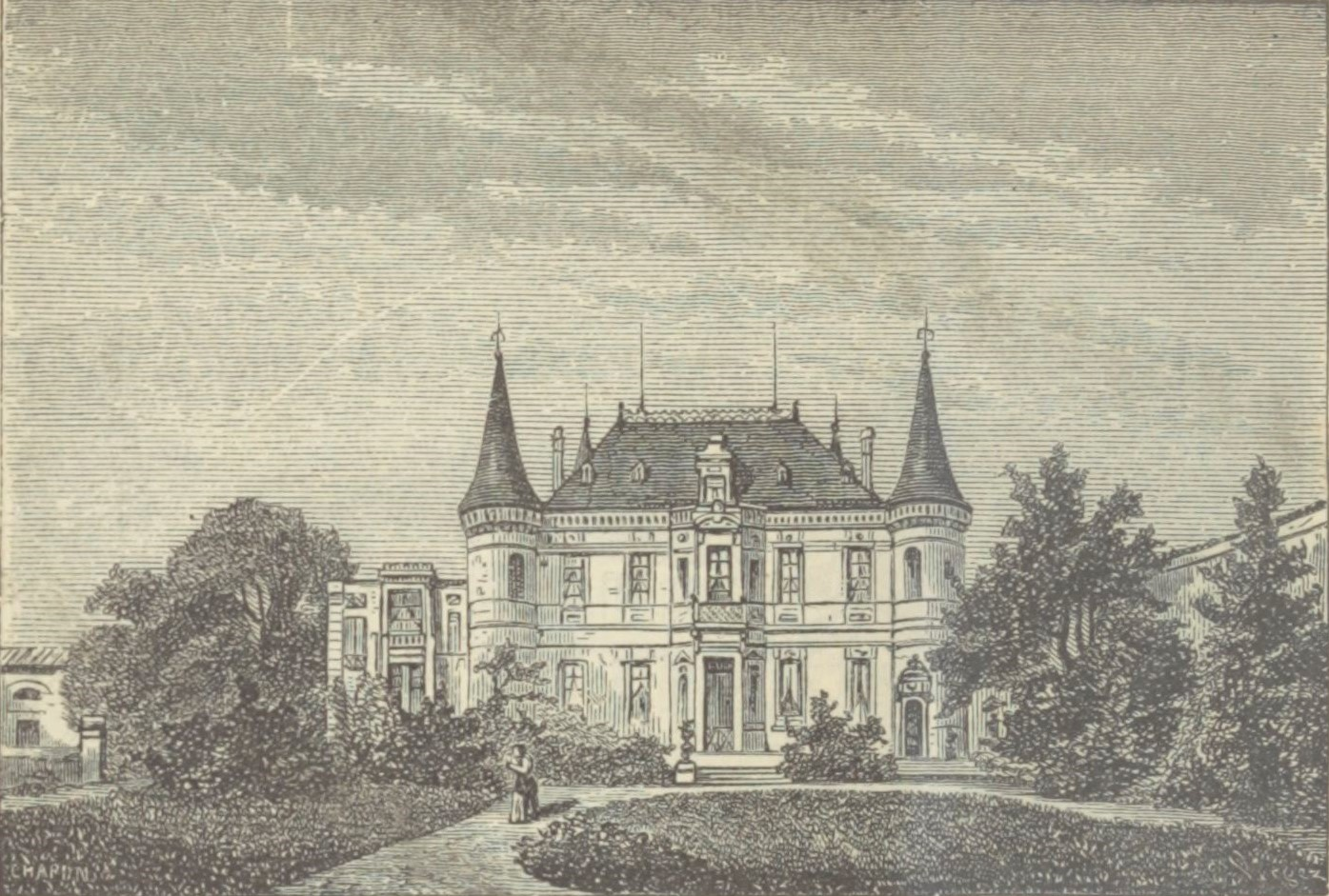
En 1898.

## Vignoble
Le vignoble d'une superficie de 66 hectares est implanté au sommet des croupes de graves guntziennes (sables et graviers). L'encépagement est à 47 % cabernet sauvignon, 47 % merlot, 6 % petit verdot avec une densité de 10 000 pieds par hectare d'une moyenne d'âge de 38 ans. Depuis quelques années des pieds de Lauzet, de sauvignon gris et de muscadelle y ont été plantés afin de produire le château Palmer Blanc.

## Vins

### Vins rouges

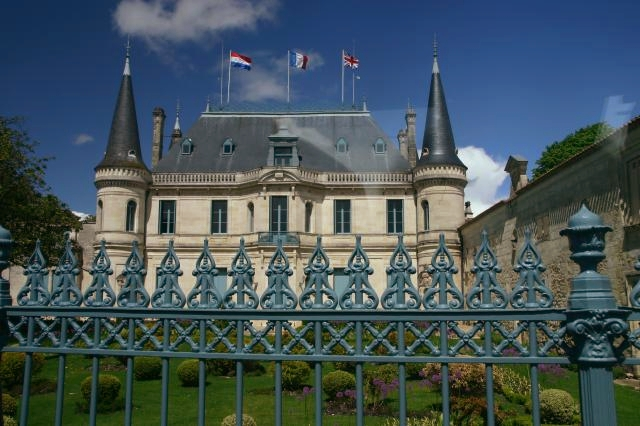
Le château Palmer vu depuis les grilles.

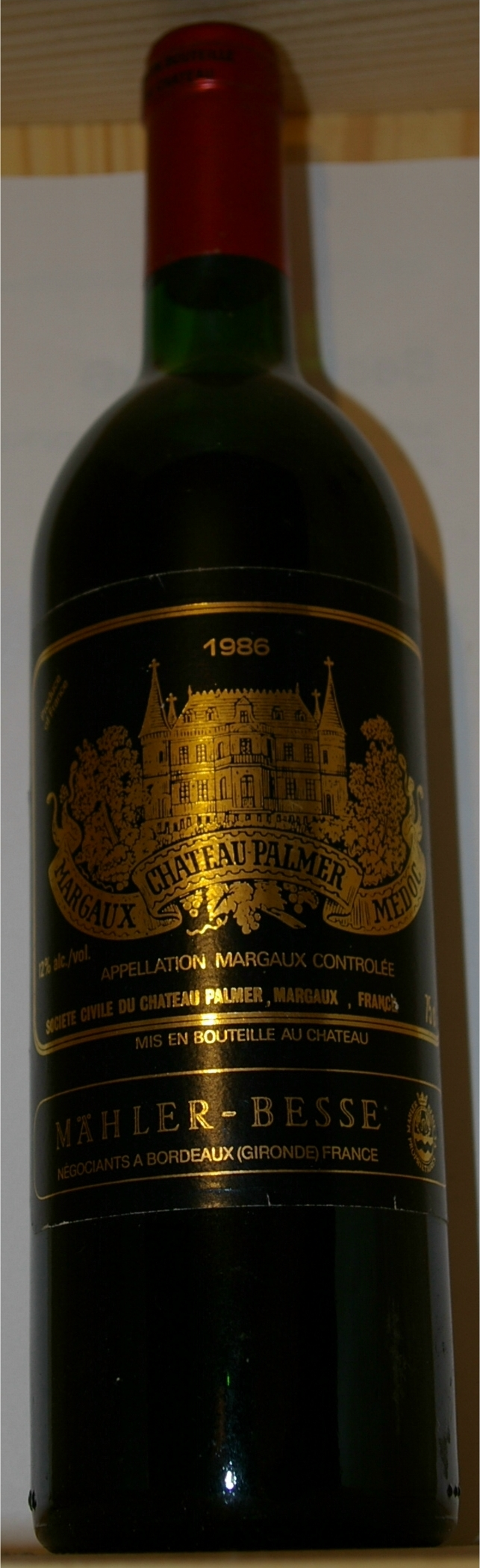
Bouteille de château Palmer 1986.

Les vins de Château Palmer sont considérés comme élégants, fins et suaves grâce à la part importante de merlot entrant dans la composition de ceux-ci. Ceci différencie les vins de château Palmer de ceux ses voisins de l'appellation Margaux (AOC). La vinification traditionnelle est réalisée en cuves inox tronconiques et thermo-régulées. Elle est effectuée par cépage et par parcelle. Les vins sont logés en barrique dès la fin des fermentations malolactiques. Les vins sont ensuite collés au blanc d'œuf puis soutirés au fin par gravité. La mise en bouteille est effectuée au château.
Deux vins rouges sont principalement produits, ainsi que deux autres, créés dernièrement pour faire revivre l'histoire du domaine.
- Château Palmer : composé d'une proportion égale de cabernet-sauvignon et de merlot, à laquelle s'ajoute un peu de petit verdot. L'élevage est de 20 à 22 mois, avec une part de 50 à 70 % de barriques neuves lors du vieillissement. La production se situe entre 84 000 et 140 000 bouteilles par an[8].
- Alter Ego : Celui-ci est généralement plus souple et est destiné à être dégusté dans sa jeunesse. Son élevage est de 20 à 22 mois avec une part de 35 à 40 % de barriques neuves lors du vieillissement. La production varie entre 60 000 et 120 000 bouteilles par an[8].
- Historical XIXth Century Wine : est un vin « hermitagé », comprenant une majorité de vins de Palmer et environ 15 % de vins des Côtes-du-Rhône septentrionales. Cette cuvée a été créée en 2004 dans le but de faire revivre une tradition du XIXe siècle qui consistait à assembler des vins de Bordeaux à une faible proportion de vins provenant du nord de la vallée du Rhône. Ce vin porte donc la mention vin de table et est non millésimé[9].

### Vin blanc
Palmer produit également un vin blanc, le Château Palmer blanc, avec des cépages quasiment disparus et qui ont été remis en culture. Ce vin est composé d'une majorité de muscadelle, accompagné de sauvignon gris et de lauzet. Cette cuvée a été créée afin de faire revivre le passé du château, qui, dans les années 1920, produisait un vin blanc. Ce vin, qui était produit exclusivement pour les actionnaires et servi lors de réceptions données au château, est depuis le millésime 2010 mis en vente pour quelques caisses par an.